# Иоганн Якоб фон Бронкхорст-Батенбург
Граф Иоганн Якоб фон Бронкхорст-Батенбург (нем. Johann Jakob von Bronckhorst-Batenburg; 12 февраля 1582, замок Анхольт — 19 октября 1630, Фрайбург-им-Брайсгау) — военный и государственный деятель Священной Римской империи, участник Тридцатилетней войны.

## Биография
Второй сын барона Якоба фон Бронкхорста и Гертруды фон Миллендонк.
Граф фон Бронкхорст цу Анхольт, барон фон Батенбург цу Миллендонк, Бар и Латум, известный, как граф Анхольт.
Четыре года обучался в школе в Понт-а-Муссоне, затем в 1598–1600 годах совершил традиционный кавалерский тур по Италии.
В 1603 году поступил на службу в армию Испанских Нидерландов эрцгерцога Альбрехта. В 1609 году стал полковником пехотного полка у эрцгерцога Леопольда V Тирольского. Участвовал в кампании в Юлихе, при Инсбрукском дворе занимал посты тайного советника, гроссгофмейстера и оберсткамергера.
По поручению Директората Рейнской лиги 25 ноября 1619 занялся сбором и руководствоом рейнским войсковым контингентом, первоначально под командованием полковника герцога де Водемона, а с 23 января 1620 — Максимилиана I Баварского. Как представитель Рейнской лиги Бронкхорст был заместителем командующего.
После вторжения в Верхнюю Австрию он 20 июля 1620 стал баварско-лигистским генерал-вагенмейстером, а 30 мая 1622 генерал-фельдмаршалом. Матиас Галлас, которого он привез с собой из Тироля, неизменно оставался его заместителем до 1629 года.
14 сентября 1621 вместе с братом Дитрихом IV (1578–1649) был возведен императором Фердинандом II в графское достоинство.
В кампаниях Католической лиги, особенно в Вестфалии и Нижней Саксонии, ему была предоставлена обширная свобода действий. Его задачей было противодействие протестантским генералам графу фон Мансфельду и Кристиану Брауншвейгскому (1622—1623). Размещение его войск в городах Мюнстерланда встретило всеобщее сопротивление, ибо подобная практика ставила города и округу на грань разорения из-за грабежей недисциплинированных и плохо оплачиваемых наемников. Города заставляли впускать солдат под угрозой бомбардировки. Подполковник Анхольта граф Матиас Галлас основал свою штаб-квартиру в Штадтлоне.
Когда в начале августа 1623 к городу подошла армия герцога Кристиана Брауншвейгского, Анхольт поставил свои войска под командование графа Тилли. В битве при Штадтлоне 6 августа 1623 он особенно отличился. Как командующий авангардом, он прорвался через вражеские позиции, так что Тилли по окончании сражения заметил: «Наряду с Богом вся слава дня принадлежит графу Анхольту».
Бронкхорст доказал свои военные способности не только в акциях местного значения, но и в более масштабных операциях против Хальберштадт и Кристиана Датского. Он сыграл важную роль в победах на Белой горе, при Хёхсте, и Луттере, взятии Гермерсхайма (1622) и борьбе за Штаде (1627—1628).
24 февраля 1628 был пожалован Филиппом IV в рыцари ордена Золотого руна. Орденскую цепь получил 18 июня в Королевской часовне в Брюсселе из рук герцога Арсхота и в присутствии рыцарей ордена, находившихся в городе, казначея и гербового короля ордена.
После того, как Галлас в январе 1629 отказался от своей должности в войсках лиги и в апреле покинул ее по собственной инициативе, Бронкхорст, уставший от службы у Максимилиана, 23 февраля по его примеру подал в отставку, но только в августе был уволен, как и Галлас, после чего перешел к Валленштейну, который предоставил ему должность генерал-фельдмаршала (20.10.1629), поручил оборону западной границы Эльзаса и командование войсками в Швабии и Эльзасе.
Кроме этого, в ноябре 1629 эрцгерцог Леопольд назначил графа губернатором Передней Австрии, что сам Бронхорст считал лишней для себя обузой. Под его командованием находилась армия численностью около 50 000 человек, но Валленштейн использовал ее как источник пополнений для итальянской кампании. В августе 1630 Бронхорст был у Валленштейна в Меммингене для обсуждения военной ситуации, но умер от туберкулеза по возвращении на Рейн. Анхольт был способным командиром, из полка которого вышли известные военачальники Галлас, Бронкхорст-Гронсфельд, фон дер Валь и Хёйн ван Гелен.

## Семья
Жена (6.11.1618): Мария Клеофа фон Гогенцоллерн-Зигмаринген (11.06.1599—25.02.1685), дочь герцога Карла II фон Гогенцоллерн-Зигмарингена и Элизабет ван Паллант, графини ван Кулемборг. Вторым браком вышла за Филиппа-Шарля де Линя, князя Аренберга
Дети:
- Иоганна Катарина (Изабелла) (28.03.1627 — ранее 1685), баронесса фон Миллендонк. Муж (1641): Жак-Филипп де Крой (ум. 1681), князь фон Миллендонк
- Дитрих